# لیتل بیر
لیتل بییر، خرس کوچولو (به انگلیسی: Little Bear) یا خرس کوچولوی موریس سنداک یک انیمیشن سریالی کودکانهٔ کانادایی می‌باشد که توسط نلوانا لیمیتد با همکاری سی‌بی‌سی تهیه‌شده‌است. این انیمیشن سریالی بر پایهٔ مجموعه کتاب‌های خرس کوچولو به‌قلم الس هوملاند میناریک و تصویرگری موریس سنداک ساخته شده‌است. این نمایش در ایالات متحده به‌عنوان بخشی از بلوک نیک جونیور. از ۶ نوامبر سال ۲۰۰۵ تا موقع قسمت نهایی آن در ۱ ژوئن سال ۲۰۰۱ مورد پخش قرار گرفته بود. این انیمیشن همچنین در صبح‌های شنبه در سی‌بی‌سی از ۱۶ سپتامبر سال ۲۰۰۰ تا ۱۵ سپتامبر ۲۰۰۱ پخش می‌شد.